# 恐龍救生隊
《恐龍救生隊》，是自1976年10月1日～1977年3月25日，在日本NET播出的電視動畫與實景合成作品，共25集。台灣則是在1979年（民國68年）6月12日～7月14日，於華視每週一至五於下午6:00至6:30播出。台灣授權版DVD-Video由木棉花國際發行（但僅有中文配音）。

## 解說
本片並非只是以傳統方式所製作的卡通，特殊之處在於片中除了人類角色部分是用傳統賽璐珞片繪製方式之外，其餘包括場景、機械（例如戰車、潛水艇、飛船）以及片中不可或缺的各種恐龍都是使用模型，恐龍的動作並以定格動畫手法來拍攝；有點類似對日本特攝影響深遠的《雷鳥神機隊》這類木偶影集，但又較之多了動畫製作的部分，因此在當時讓觀眾們有耳目一新的視覺效果，堪稱是卡通史上的經典作品，也是日本特攝與動畫融合的先驅。

## 故事大綱
由於大彗星接近地球，導致地殼產生劇烈變動，使得殘存於地底下的恐龍族群再度出現於地表之上；但是不穩定的氣候突變與充滿野心的盜獵者，卻讓這些重見天日的恐龍們再度面臨滅絕的處境著。為了保護這些野生的恐龍，「國際自然保護聯盟」特地成立了「恐龍救生隊」（Dinosaurs Catcher）來執行救援恐龍的任務。救援工作是先將恐龍以麻醉鎗等非致命武器制服，然後運往一安全孤島上。為了幫助恐龍們免於自然與人為的迫害，英勇的恐龍救生隊夙夜匪懈地奮鬥著。

## 主要人物與配音

### 恐龍救生（ボーンフリー）隊
這個團隊裡面共有五名成員，分別是四男一女。
- 李博士（正木博士）：根本好章（第1～18集）→中江真司（第19～25集）

生物學家；「恐龍救生隊」的負責人。
- 國強（北山丈二）：森功至

恐龍救生隊勇敢負責的隊長。
- 康宙（權田明）：兼本新吾

「萬能號」的機械手操縱員。人物造形藍本是取自為本作演唱主題歌的子門真人。
- 蓓蓓（牧令子）：栗葉子；香港譯名：玲子，配音：盧素娟

恐龍救生隊中唯一的女隊員；善於醫護又精通於植物學。
- 家祥（小山三郎）：上恭之介

「萬能號」的無線電通訊員；生性膽小。
- 小寶（正木正男）：高橋和枝

小學生，年紀最小的隊員，恐龍救生隊上的福星。
- 吉爾（ドン ）

小寶（正男）所飼養的聖伯納犬。

### 盜獵者
- 王胖子（キング・バトラー）：瀧口順平

處心積慮想要獵殺恐龍的惡人，最後在第17集中殒命。
- 蕾蕾（レディ・バトラー）：池田和歌子

王胖子的女兒。
- 魯克（リック）：水鳥鐵夫

## 主要機組
為了能夠順利進行各項救援的行動，「恐龍救生隊」配備了各式的交通工具與救生設備。
- 萬能號（Born Free＝ボーンフリー号，港譯《放生號》）

一台可供全員乘坐的大型水陸兩用探險車，為履帶、兩節式車廂。前節設有可升降的開放式"炮塔"，炮塔內有麻醉炮，用作向恐龍發射麻醉藥，後節為運載子機的車體。前後節車廂可因應任務須要而分開各自獨立行走，但因為水中推進裝置位於前節車廂，在分開行走時後節不具水中行走能力。在水中行走時，兩節車廂邊緣位置會放出軟質助浮物，為車身提供浮力，而前節車廂兩邊的水車輪會轉動，提供水中推進動力。
- 海鷗號（Free Seagull＝フリーシーガル）

萬能號2號車頂載運的救援直昇機。可自力起飛。
- 獵犬號（Free Beagle＝フリービーグル，港譯《迷你車》）

萬能號內載的履帶小型戰車，可向恐龍發射麻醉鎗。
- 虎鯊號（Free Mackerel＝フリーマッカール）

萬能號內載的潛水艇。
- 神鳥號（Carry Bird＝キャリーバード）

大型運輸機，專為運送萬能號而設，萬能號可以自行直接駛進其內。有垂直升降能力，以便在複雜地形進行升降作業。
- 飛驢號（Carry Donkey＝キャリードンキー）

一艘飛船，負責運載已被麻醉的恐龍到安全地方，設有一用作裝載恐龍的大籠，大籠可由飛船吊下。
- Free runner＝フリーランナー

## 工作人員

### 特攝
- 監修：小畠郁生
- 製作：NET、旭通信社、円谷プロ
- 製作人：円谷粲、岩上清志（旭通信社）
- 導演：高野宏一、大木淳、鈴木清、鈴木俊継
- 編劇：阿部桂一、安藤豊弘、山崎忠昭、田口成光
- 人形動畫：田畑博司
- 音樂：冬木透

### 動畫
- 動畫製作：日本サンライズ（現‧SUNRISE）
- 動画監督：河島治之
- 原動画：ペーパームーン
- 彩色：グループジョイ
- 攝影：東京アニメーションフィルム
- 背景：東條俊寿
- 進行：高山幸直
- 演出補：山崎和男
- 制作協力：日本現代企画、サンライズスタジオ、デンフィルムエフェクト、ヒルマモデルクラフト、沼里企画、光子館、五十嵐デザインスタジオ

### 主題歌
- 日本
  - 片頭曲：
作詞：藤公之介／作曲：冬木透／演唱：子門真人、哥倫比亞搖籠會
  - 片尾曲：
作詞：藤公之介／作曲・編曲：冬木透／演唱：子門真人、哥倫比亞搖籠會
- 台灣
  - 「恐龍救生隊」
作詞：孫儀／作曲：黃瑩／演唱：新和兒童合唱團

本曲收錄於1979年6月月球唱片發行的兒童歌曲專輯《兒童歌曲》第2集（MEV-9150）中。

## 劇集列表
|    | 原文標題                        | 華視標題         |
| -- | ------------------------------- | ---------------- |
| 1  | 行け! ボーンフリー号            | 出動萬能號       |
| 2  | 恐怖の肉食恐竜 アロサウルス     | 發現肉食性恐龍   |
| 3  | ブロントサウルスを救え!         | 恐龍的母愛       |
| 4  | 砂漠の暴れん坊 ティラノサウルス | 澳洲沙漠         |
| 5  | トリケラトプスの卵を守れ!       | 勇救龍蛋         |
| 6  | トラコドンの涙                  | 恐龍的眼淚       |
| 7  | 親にはぐれたステゴサウルス      | 迷途的小恐龍     |
| 8  | イグアノドン対ティラノサウルス  | 國強的選擇       |
| 9  | 赤ちゃん恐竜を救え!!            | 小三觭龍         |
| 10 | 少年と恐竜の詩                  | 情同手足         |
| 11 | 大暴れ! ステゴサウルス          | 劍龍             |
| 12 | 素晴しい友! ステゴサウルス      | 愛心             |
| 13 | 台地の帝王 ゴルゴサウルス       | 奇妙的高地       |
| 14 | 飛べ! テラノドン                | 赴湯蹈火         |
| 15 | 恐竜の道の秘密                  | 恐龍的巢穴       |
| 16 | アンキロサウルスは友達          | 甲皮恐龍的好朋友 |
| 17 | キングバトラーの最期!           | 屠者的末路       |
| 18 | 復讐の鬼 レディ・バトラー       | 恐龍的新敵       |
| 19 | ジャンボ恐竜 ブラキオサウルス   | 計謀難逞         |
| 20 | 百竜の王 ティラノサウルス       | 冷凍炮擒龍       |
| 21 | ディプロドクス大救出作戦        | 救人             |
| 22 | ガンバレ! チビッコ恐竜          | 友情             |
| 23 | 人喰い恐竜を倒せ!               | 怪龍             |
| 24 | 謎の恐竜 エゾサウルス           | 恐龍樂園         |
| 25 | 恐竜よいつまでも!               |                  |

## 漫畫版
各刊物均於1976年11月号～1977年3月号期間連載。
- 　漫畫：小島利明
- 　漫畫：内山守
- 　漫畫：久松文雄

## 相關
- 圓谷製作恐龍三部曲（日语：円谷恐竜三部作）系列

- 1977-10-07
- 1978

## 外部連結
- 台灣電視資料庫[永久]（繁體中文）
- 70年代復古卡通《恐龍救生隊》：每個男人心中的恐龍夢 （页面存档备份，存于）